# Campeonato Mundial de Atletismo de 2019 - 110 m com barreiras masculino
A competição dos 110 metros com barreiras masculino no Campeonato Mundial de Atletismo de 2019 foi realizada no Estádio Internacional Khalifa, em Doha, no Catar, entre os dias 30 de setembro e 2 de outubro.

## Recordes
Antes da competição, os recordes eram os seguintes: 
| Recorde mundial                               | Aries Merritt (USA)       | 12.80 | Bruxelas, Bélgica       | 7 de setembro de 2012 |
| Recorde do campeonato                         | Colin Jackson (GBR)       | 12.91 | Estugarda, Alemanha     | 20 de agosto de 1993  |
| Melhor marca do ano                           | Grant Holloway (USA)      | 12.98 | Austin, Estados Unidos  | 7 de junho de 2019    |
| Recorde africano                              | Antonio Alkana (RSA)      | 13.11 | Praga, República Checa  | 5 de junho de 2017    |
| Recorde asiático                              | Liu Xiang (CHN)           | 12.88 | Lausana, Suíça          | 11 de julho de 2006   |
| Recorde da América do Norte, Central e Caribe | Aries Merritt (USA)       | 12.80 | Bruxelas, Bélgica       | 7 de setembro de 2012 |
| Recorde sul-americano                         | Gabriel Constantino (BRA) | 13.18 | Székesfehérvár, Hungria | 9 de julho de 2019    |
| Recorde europeu                               | Colin Jackson (GBR)       | 12.91 | Estugarda, Alemanha     | 20 de agosto de 1993  |
| Recorde da Oceania                            | Kyle Vander Kuyp (AUS)    | 13.29 | Gotemburgo. Suécia      | 11 de agosto de 1995  |

## Medalhistas
| Ouro                 | Prata            | Bronze                                               |
| Grant Holloway (USA) | Sergey Shubenkov | Pascal Martinot-Lagarde (FRA) · Orlando Ortega (ESP) |

## Tempo de qualificação
| Tempo de qualificação |
| --------------------- |
| 13.46                 |

## Calendário
| Data                   | Horário | Fase          |
| ---------------------- | ------- | ------------- |
| 30 de setembro de 2019 | 20:05   | Eliminatórias |
| 2 de outubro de 2019   | 20:05   | Semifinais    |
| 2 de outubro de 2019   | 23:00   | Final         |

Todos os horários estão no horário local (UTC+3)

## Resultados

### Eliminatórias
Qualificação: Quatro primeiros de cada bateria (Q) e os quatro melhores tempos (q) das eliminatórias. 
| Pos. | Bateria | Raia | Atleta                  | Nacionalidade   | Tempo | Notas    |
| ---- | ------- | ---- | ----------------------- | --------------- | ----- | -------- |
| 1    | 5       | 9    | Orlando Ortega          | Espanha         | 13.15 | Q        |
| 2    | 1       | 9    | Omar McLeod             | Jamaica         | 13.17 | Q        |
| 3    | 4       | 8    | Grant Holloway          | Estados Unidos  | 13.22 | Q        |
| 4    | 2       | 6    | Sergey Shubenkov        | Atletas Neutros | 13.27 | Q        |
| 5    | 4       | 7    | Shunya Takayama         | Japão           | 13.32 | Q        |
| 6    | 1       | 3    | Milan Trajkovic         | Chipre          | 13.37 | Q,       |
| 7    | 2       | 8    | Xie Wenjun              | China           | 13.38 | Q        |
| 8    | 2       | 5    | Jason Joseph            | Suíça           | 13.39 | Q,       |
| 9    | 1       | 6    | Antonio Alkana          | África do Sul   | 13.41 | Q        |
| 10   | 4       | 4    | Konstadinos Douvalidis  | Grécia          | 13.43 | Q,       |
| 11   | 4       | 6    | Yaqoub Al-Youha         | Kuwait          | 13.43 | Q        |
| 12   | 3       | 5    | Pascal Martinot-Lagarde | França          | 13.45 | Q        |
| 13   | 1       | 7    | Devon Allen             | Estados Unidos  | 13.46 | Q        |
| 14   | 5       | 7    | Ronald Levy             | Jamaica         | 13.48 | Q        |
| 15   | 1       | 2    | Hassane Fofana          | Itália          | 13.49 | q        |
| 16   | 4       | 5    | Orlando Bennett         | Jamaica         | 13.50 | q        |
| 17   | 2       | 3    | Shane Brathwaite        | Barbados        | 13.51 | Q        |
| 18   | 3       | 9    | Andrew Pozzi            | Grã-Bretanha    | 13.53 | Q        |
| 19   | 4       | 2    | Dimitri Bascou          | França          | 13.53 | q        |
| 20   | 5       | 6    | Chen Kuei-ru            | Taipé Chinesa   | 13.57 | Q        |
| 21   | 1       | 5    | Nicholas Hough          | Austrália       | 13.60 | q        |
| 22   | 2       | 4    | Valdó Szűcs             | Hungria         | 13.60 |          |
| 23   | 1       | 8    | Vitali Parakhonka       | Bielorrússia    | 13.65 |          |
| 24   | 5       | 8    | Wilhem Belocian         | França          | 13.67 | Q        |
| 25   | 3       | 2    | Andrew Riley            | Jamaica         | 13.67 | Q        |
| 26   | 5       | 4    | Zeng Jianhang           | China           | 13.68 |          |
| 27   | 5       | 5    | Lorenzo Perini          | Itália          | 13.70 |          |
| 28   | 2       | 9    | Elmo Lakka              | Finlândia       | 13.73 |          |
| 29   | 2       | 7    | Taio Kanai              | Japão           | 13.74 |          |
| 30   | 5       | 2    | Louis François Mendy    | Senegal         | 13.75 |          |
| 31   | 3       | 8    | Yohan Chaverra          | Colômbia        | 13.76 | Q        |
| 32   | 2       | 2    | Eduardo Rodrigues       | Brasil          | 13.92 |          |
| 33   | 3       | 3    | Ruan de Vries           | África do Sul   | 14.07 |          |
| 34   | 5       | 3    | Roger Iribarne          | Cuba            | 14.37 |          |
| 35   | 4       | 9    | Anousone Xaysa          | Laos            | 14.54 |          |
| 36   | 4       | 1    | Fadane Hamadi           | Comores         | 14.79 |          |
| 37   | 3       | 7    | Jeffrey Julmis          | Haiti           | DSQ   | 162.8    |
| 37   | 3       | 4    | Daniel Roberts          | Estados Unidos  | DSQ   | 168.6    |
| 37   | 1       | 4    | Gabriel Constantino     | Brasil          | DSQ   | 168.7(b) |
| 37   | 4       | 3    | Damian Czykier          | Polónia         | DNS   | DNS      |
| 37   | 3       | 6    | Shunsuke Izumiya        | Japão           | DNS   | DNS      |

### Semifinais
Qualificação: Dois primeiros de cada bateria (Q) e os dois melhores tempos (q) das semifinais. 
| Pos. | Bateria | Raia | Atleta                  | Nacionalidade   | Tempo | Notas |
| ---- | ------- | ---- | ----------------------- | --------------- | ----- | ----- |
| 1    | 2       | 5    | Omar McLeod             | Jamaica         | 13.08 | Q     |
| 2    | 1       | 5    | Grant Holloway          | Estados Unidos  | 13.10 | Q     |
| 3    | 2       | 6    | Pascal Martinot-Lagarde | França          | 13.12 | Q,    |
| 4    | 3       | 4    | Orlando Ortega          | Espanha         | 13.16 | Q     |
| 5    | 1       | 6    | Sergey Shubenkov        | Atletas Neutros | 13.18 | Q     |
| 6    | 2       | 7    | Xie Wenjun              | China           | 13.22 | q     |
| 7    | 3       | 7    | Milan Trajkovic         | Chipre          | 13.29 | Q,    |
| 8    | 2       | 9    | Devon Allen             | Estados Unidos  | 13.36 | q     |
| 9    | 3       | 5    | Antonio Alkana          | África do Sul   | 13.47 |       |
| 10   | 1       | 2    | Dimitri Bascou          | França          | 13.48 |       |
| 11   | 2       | 8    | Chen Kuei-ru            | Taipé Chinesa   | 13.52 |       |
| 12   | 2       | 2    | Hassane Fofana          | Itália          | 13.52 |       |
| 13   | 2       | 4    | Jason Joseph            | Suíça           | 13.53 |       |
| 14   | 3       | 9    | Konstadinos Douvalidis  | Grécia          | 13.54 |       |
| 15   | 1       | 9    | Yaqoub Al-Youha         | Kuwait          | 13.57 |       |
| 16   | 3       | 8    | Andrew Riley            | Jamaica         | 13.57 |       |
| 17   | 3       | 6    | Shunya Takayama         | Japão           | 13.58 |       |
| 18   | 1       | 4    | Andrew Pozzi            | Grã-Bretanha    | 13.60 |       |
| 19   | 1       | 3    | Orlando Bennett         | Jamaica         | 13.60 |       |
| 19   | 3       | 3    | Wilhem Belocian         | França          | 13.60 |       |
| 21   | 3       | 2    | Nicholas Hough          | Austrália       | 13.61 |       |
| 22   | 2       | 3    | Yohan Chaverra          | Colômbia        | 13.76 |       |
| 23   | 1       | 8    | Shane Brathwaite        | Barbados        | 14.29 | qJ    |
| 24   | 1       | 7    | Ronald Levy             | Jamaica         | DSQ   | 168.6 |

### Final
A final ocorreu dia 2 de outubro às 23:00. 
| Pos.              | Raia | Atleta                  | Nacionalidade   | Tempo | Notas                       |
| ----------------- | ---- | ----------------------- | --------------- | ----- | --------------------------- |
| Medalha de ouro   | 6    | Grant Holloway          | Estados Unidos  | 13.10 |                             |
| Medalha de prata  | 9    | Sergey Shubenkov        | Atletas Neutros | 13.15 |                             |
| Medalha de bronze | 7    | Pascal Martinot-Lagarde | França          | 13.18 |                             |
| 3                 | 5    | Orlando Ortega          | Espanha         | 13.30 | Concedido após uma apelação |
| 5                 | 2    | Xie Wenjun              | China           | 13.29 |                             |
| 6                 | 1    | Shane Brathwaite        | Barbados        | 13.61 |                             |
| 7                 | 3    | Devon Allen             | Estados Unidos  | 13.70 |                             |
| 8                 | 8    | Milan Trajkovic         | Chipre          | 13.87 |                             |
| 9                 | 4    | Omar McLeod             | Jamaica         | DSQ   | 163.2(b)                    |

Legenda
| Recorde mundial       | Recorde mundial (World record)               |                       | Recorde africano                      | Recorde africano (African) |                                           | Q | Classificado por posição (Qualified) |
| Recorde do campeonato | Recorde do campeonato (Championship record)  | Recorde da América    | Recorde da América (Americas)         | q                          | Classificado por melhor tempo (Qualified) |   |                                      |
| Melhor marca do ano   | Melhor marca do ano (World leading)          | Recorde asiático      | Recorde asiático (Asian)              | DNS                        | Não largou (Did not start)                |   |                                      |
| Recorde nacional      | Recorde nacional (National record)           | Recorde europeu       | Recorde europeu (European)            | DNF                        | Não terminou (Did not finish)             |   |                                      |
| Recorde pessoal       | Recorde pessoal do atleta (Personal best)    | Recorde da Oceania    | Recorde da Oceania (Oceania)          | DSQ / DQ                   | Desclassificado (Disqualified)            |   |                                      |
| Recorde da temporada  | Recorde da temporada do atleta (Season best) | Recorde sul-americano | Recorde sul-americano (South America) | NM                         | Sem marca (No mark)                       |   |                                      |